# Tarthang Tulku
Tarthang Tulku (Dar-thang Sprul-sku Rin-po-che, né en 1935) est un enseignant du bouddhisme tibétain, venu enseigner aux États-Unis. Il a écrit de nombreux livres et souhaite protéger la culture tibétaine et l'étendre.